# Ravenea glauca
Espèce
Statut de conservation UICN

 VU D1 : Vulnérable
Ravenea glauca est une espèce de plantes à fleurs de la famille des Arecaceae.

## Publication originale
- [Jumelle & Perrier de la Bathie 1913] Henri Jumelle et Henri Perrier de la Bathie, « Palmiers de Madagascar », Annales du Musée colonial de Marseille, vol. 1 (série 3), no 1,‎ 1913, p. 1-91 (voir p. 56-58) (lire en ligne [sur biodiversitylibrary.org]).